# Alexandre Films
Alexandre Films est une société de production cinématographique française.

## Histoire
Elle est fondée par Alexandre Arcady et Diane Kurys en 1977.
Elle a été créée pour financer principalement leurs films ainsi que ceux de Alexandre Aja.

## Siège
Le siège de l'entreprise se trouve à Paris.

## Films produits
- Diabolo menthe (1977)
- Le Coup de sirocco (1979)
- Cocktail Molotov (1980)
- Le Grand Pardon (1982)
- Le Grand Carnaval (1983)
- Coup de foudre (1983)
- Un homme amoureux (1987)
- Dernier été à Tanger (1987)
- L'Union sacrée (1989)
- La Baule-les-Pins (1990)
- Pour Sacha (1991)
- Après l'amour (1992)
- Le Grand Pardon 2 (1992)
- K (1997)
- Les Enfants du siècle (1999)
- Furia (1999)
- Là-bas... mon pays (2000)
- Entre chiens et loups (2002)
- Haute Tension (2003)
- Mariage mixte (2004)
- L'Anniversaire (2005)
- Tu peux garder un secret ? (2008)
- Sagan (2008)
- Comme les cinq doigts de la main (2009)
- Ce que le jour doit à la nuit (2011)
- Pour une femme (2012)
- 24 jours (2013)
- Le Petit Blond de la Casbah (2023)